# Juliomys ossitenuis
Juliomys ossistenius é uma espécie de roedor da família Cricetidae. Endêmico do Brasil, onde pode ser encontrado em Espírito Santo e São Paulo. Foi descrito em 2007 com base num espécime coletado no Parque Nacional do Caparaó, sul do estado do Espírito Santo.